# الفضل بن روح بن حاتم المهلبي
الفضل بن روح بن حاتم المهلبي الأزدي (؟ - 178 هـ) (؟ - 794) استعمله هارون الرشيد على إفريقية، فقدمها عام 177 هـ، ولم يحسن السيرة في أهلها إلى أن قتلوه في القيروان.
ولايته سنة وخمسة أشهر. وبمقتله انقرضت دولة المهلبيين بافريقية، التي كانت مدتها حوالي 23 سنة.